# Israel Zolli
Eugenio Pio Zolli, né Israel Anton Zoller le 27 septembre 1881 à Brody, en Galicie, et mort le 2 mars 1956 à Rome, est un ancien grand-rabbin de Rome, qui s'est converti au catholicisme en 1945.

## Biographie

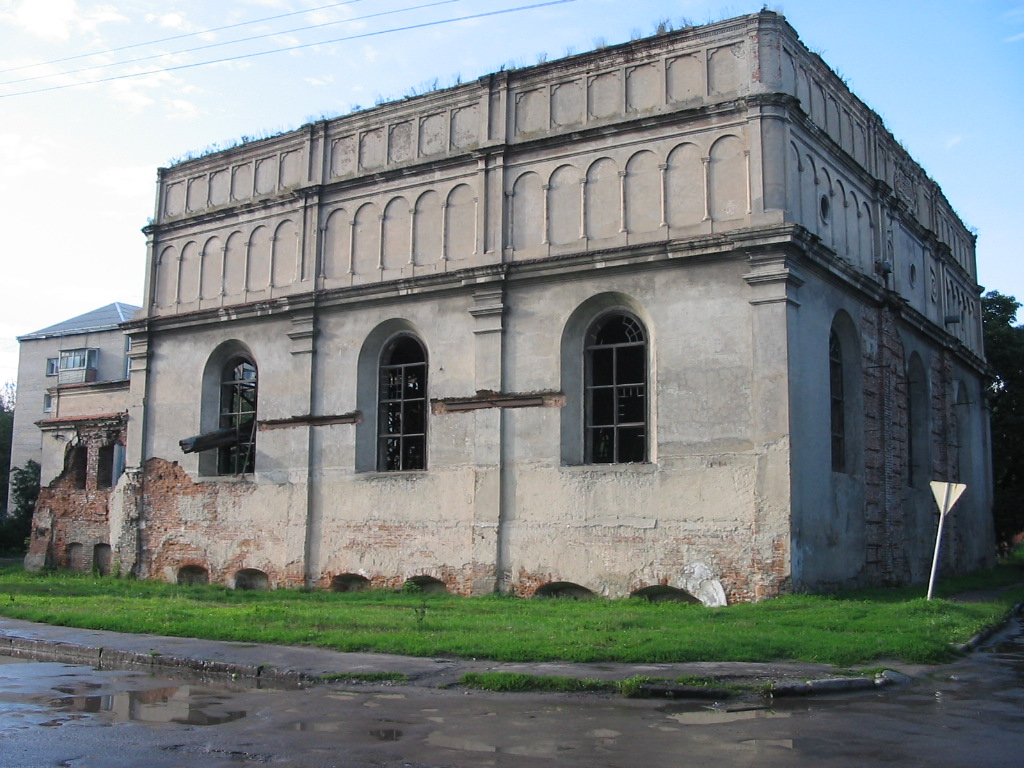
Les vestiges de la synagogue de Brody.

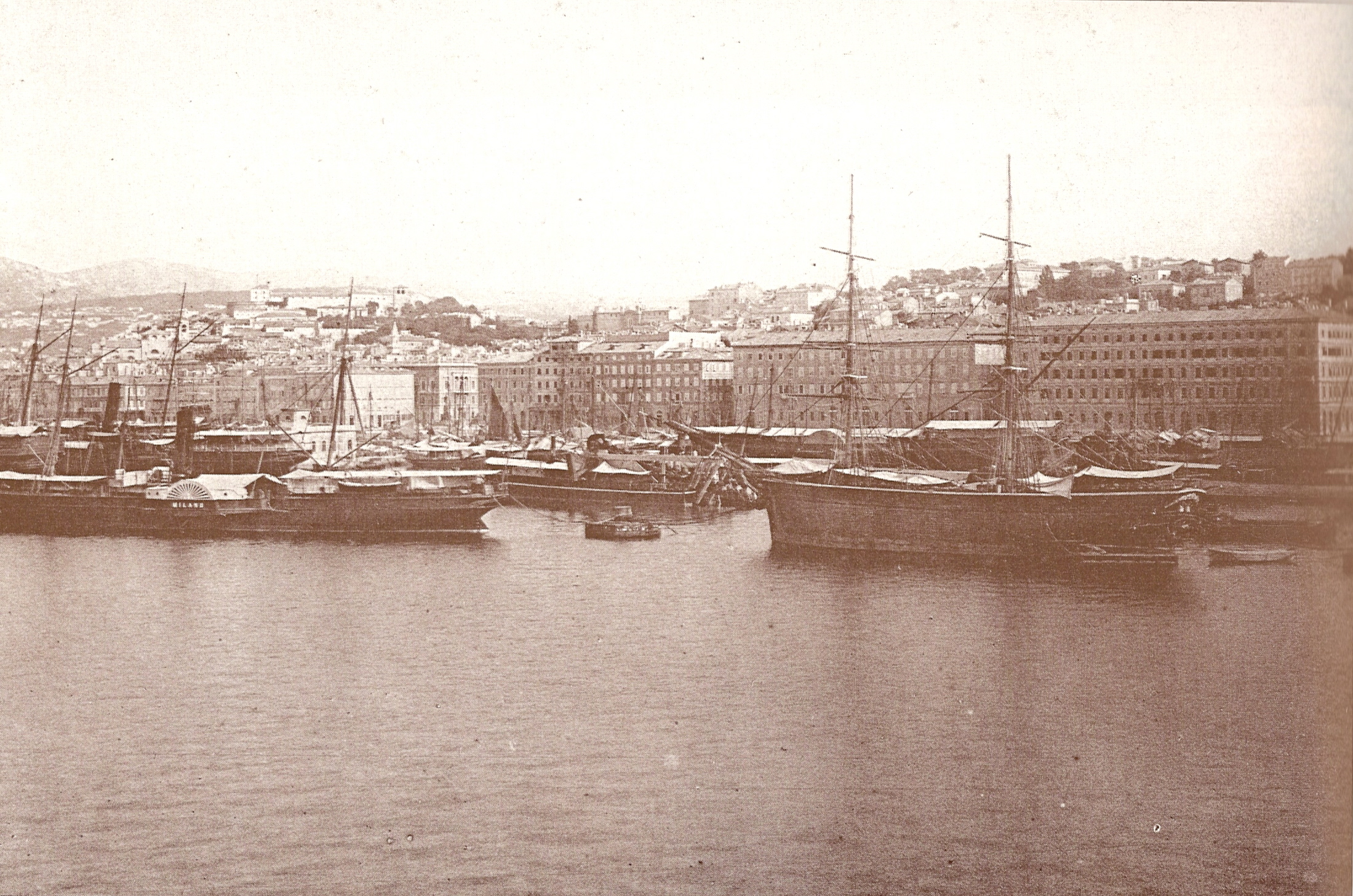
Trieste à la fin du XIXe siècle.

Israel Zoller est né en 1881 à Brody, dans l'oblast de Lviv, en Galicie, dans une famille de rabbins. En 1920, il fut nommé rabbin dans la ville de Trieste, qui venait de se libérer de l'occupation austro-hongroise. Ce fut là que la famille Zoller italianisa son patronyme en « Zolli ».
En 1940, Israel Zolli devint grand rabbin de la ville de Rome.
Son attitude à partir de septembre 1943, avec l'occupation de Rome par les Allemands, donne encore lieu à des polémiques. 
Réfugié au Vatican, Israel Zolli fut accusé d'avoir abandonné sa communauté en proie aux persécutions, pour ne réapparaître qu'à la fin du conflit. Désireux de reprendre ses fonctions de grand rabbin, il fut rejeté en raison de cette attitude, jugée honteuse,.
Selon sa biographe Judith Cabaud, en 1944, alors qu'il conduisait le service de Yom Kippour, il eut une vision mystique de Jésus-Christ. 
Peu après la Libération, le rabbin Zolli se convertit, avec son épouse, au catholicisme. Pour prénom de baptême, ils choisissent de s'appeler « Eugenio » et « Eugenia », en hommage au pape Pie XII, né Eugenio Pacelli, en raison de son action pour les Juifs de Rome pendant la Seconde Guerre mondiale. 
Myriam, la fille du rabbin Zolli, écrit : « Pacelli et mon père étaient des figures tragiques dans un monde où toute référence morale avait disparu. Le gouffre du mal s’était ouvert, mais personne ne le croyait, et les grands de ce monde — Roosevelt, Staline, de Gaulle — étaient silencieux. Pie XII avait compris que Hitler n’honorerait de pactes avec personne, que sa folie pouvait se diriger dans la direction des catholiques allemands ou du bombardement de Rome, et il agit en connaissance de cause. Le pape était comme quelqu’un contraint à agir seul parmi les fous d’un hôpital psychiatrique. Il a fait ce qu’il pouvait. Il faut comprendre son silence dans le cadre d’un tel contexte, non comme une lâcheté, mais comme un acte de prudence ».
Devenu professeur à l'Institut biblique pontifical, Eugenio Zolli mourut à Rome en 1956, à l'âge de 74 ans. Son autobiographie publiée en 1954, Prima dell'alba, décrit les circonstances de sa conversion et explique les raisons de son admiration envers Pie XII.

## Notes et références

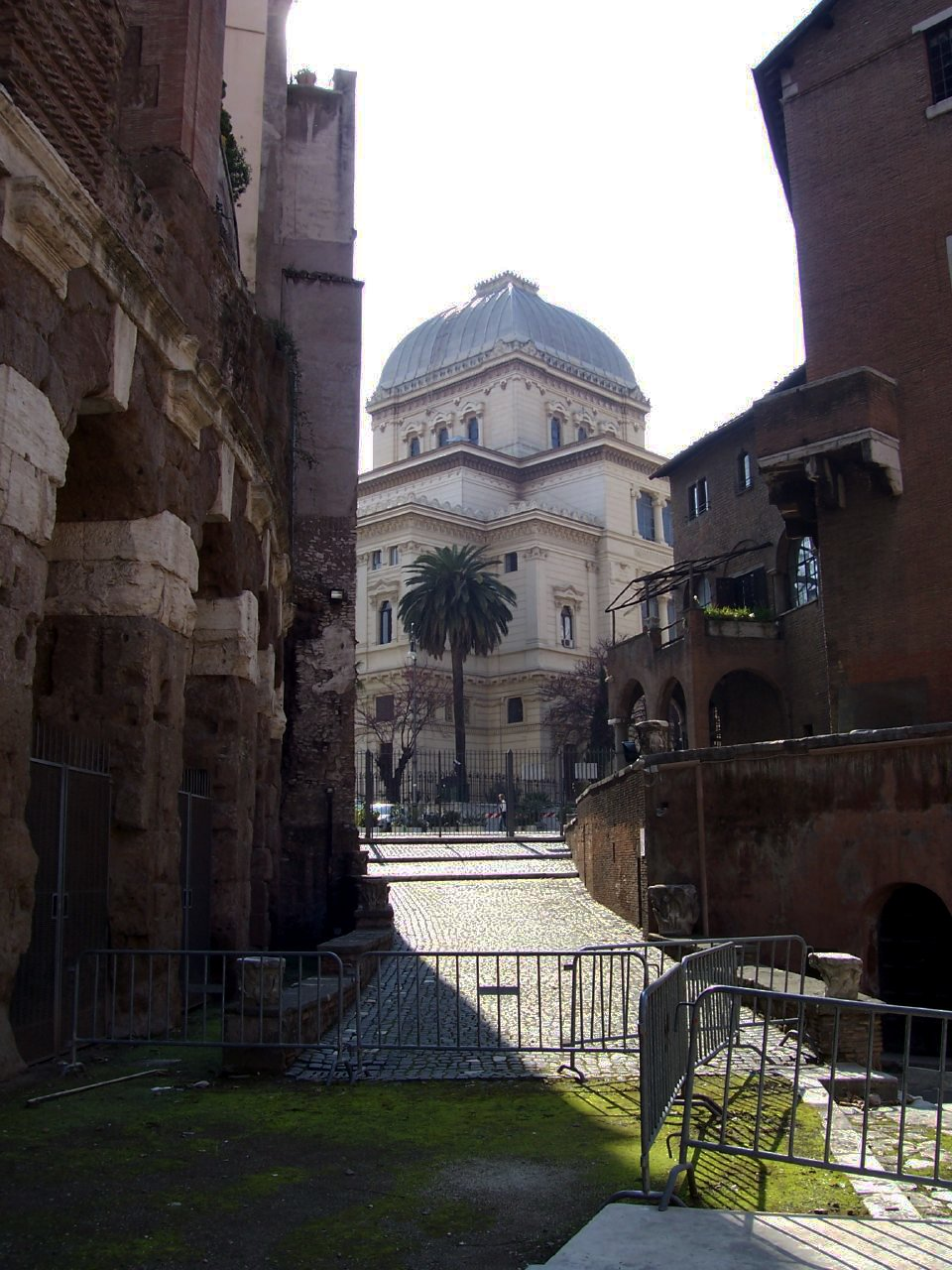
La grande synagogue de Rome.

## Sources
- (it) Cet article est partiellement ou en totalité issu de l’article de Wikipédia en italien intitulé « Eugenio Zolli » (voir la liste des auteurs).

- (en) Cet article est partiellement ou en totalité issu de l’article de Wikipédia en anglais intitulé « Israel Zolli » (voir la liste des auteurs).